# The Agency: Covert Ops
The Agency és un videojoc d'acció multijugador massiu en línia. Creat i publicat pels estudis de Sony Online Entertainment a Seattle per Windows i PlayStation 3.

## Data de llançament
Per determinar el 2010.